# Nelly Arcan
Nelly Arcan (Lac-Mégantic, Quebec, 5 de março de 1973 – Montreal, 24 de setembro de 2009) foi uma escritora canadense.

## Biografia
Nasceu Isabelle Fortier em Lac-Mégantic, Quebec, no Canadá. Sua primeira novela, Putain, teve um sucesso de crítica e mídia, o que trouxe para Arcan dois prêmios: Prix Médicis e Prix Fémina. Após isso, Arcan escreveu diversas histórias curtas, críticas e colunas para vários jornais de Quebec e revistas literárias.

### Vítima de Stalking
No dia 3 de setembro de 2009, apenas três semanas antes de sua morte, Nelly Arcan publicou uma breve história, na sua coluna semanal na revista Ici magazine, intitulada: "Take Me or You're Dead", detalhando a sua experiência com um stalker.

### Morte
Em 24 de setembro de 2009 Arcan foi encontrada sem vida no seu apartamento em Montreal. A causa da morte terá sido suicídio. Ela tinha acabado de escrever o seu último livro, Paradis clés en main.